# Alyssum antiatlanticum
Alyssum antiatlanticum är en korsblommig växtart som beskrevs av Marie Louis Emberger och René Charles Maire. Alyssum antiatlanticum ingår i släktet stenörter, och familjen korsblommiga växter. Inga underarter finns listade i Catalogue of Life.